# Всходы (Московская область)
Всходы — деревня в Серпуховском районе Московской области. Входит в состав Данковского сельского поселения (до 29 ноября 2006 года входила в состав Арнеевского сельского округа).

## Население
| 2002 | 2006 | 2010 |
| ---- | ---- | ---- |
| 12   | ↘5   | ↗7   |

## География
Всходы расположены примерно в 15 км (по шоссе) на северо-восток от Серпухова, на безымянном ручье, правом притоке реки Речма (левый приток Оки), в 300 м восточнее автодороги Крым, высота центра деревни над уровнем моря — 162 м. На 2016 год в деревне зарегистрированы 4 садовых товарищества.